# Jevgenij Borisov
Jevgenij Valerjevitj Borisov (ryska: Евгений Валерьевич Борисов), född den 7 mars 1984, är en rysk friidrottare som tävlar i häcklöpning.
Borisov deltog vid EM 2006 på 110 meter häck men blev utslagen redan i försöken. Under VM inomhus 2008 slutade han på en bronsplats på 60 meter häck på tiden 7,60.
Han deltog även vid Olympiska sommarspelen 2008 där hans 13,90 placerade honom som femma i kvalet vilket inte räckte för att få springa i semifinalen.